# Humeurs et Rumeurs
Pour plus de détails, voir Fiche technique et Distribution.
Humeurs et Rumeurs est un long métrage français réalisé par Paul Vecchiali en 2008 et demeuré inédit en salles.

## Synopsis
Dans un village du Var en plein été, Alexandra décide de monter Polyeucte de Corneille et distribuer les rôles à ses proches. Son ami Charles va jouer Sévère, tandis que sa fille Violette prendra le rôle de Pauline. Elle se met en quête de celui qui va interpréter Polyeucte et trouve Alfred qui récite des poèmes aux terrasses de café...

## Fiche technique
- Titre : Humeurs et Rumeurs
- Réalisation, scénario, dialogues, costumes et décors : Paul Vecchiali
- Production : JLA - Jacques Le Glou Audiovisuel
- Pays :  France
- Langue : français
- Format : Couleur - Son stéréo
- Date de sortie : inédit en salles

## Distribution
- Martine Sarcey : Alexandra
- Mathieu Marie : Alfred
- Alexandra Pailly : Violette
- Mona Heftre : Mona
- Béatrice Bruno : Emma
- Yves Réjasse : Charles
- Paul Vecchiali : Caron
- Nicolas Silberg : Pierrot

## Autour du film
Nicolas Silberg reprend ici le personnage qu'il avait interprété en 1979 dans Corps à cœur, un autre film de Paul Vecchiali.